# Gravell
Gravell, o tiuranenca, és una varietat catalana d'olivera pròpia de la part oriental de la comarca de la Noguera, on se'n troben alguns exemplars aïllats.

## Característiques agronòmiques
És un arbre de vigor mitjà i port semierecte. El seu fruit, de forma ovoïdal, es pot conrear tant per a consum de taula com per fer oli. En aquest darrer cas, cal saber que aquesta varietat d'oliva conté poca quantitat d'oli i que aquest té poc àcid linoleic. L'oli de la varietat gravell té gust dolç en boca.